# Hypobathrum hirtum
Hypobathrum hirtum là một loài thực vật có hoa trong họ Thiến thảo. Loài này được (Ridl.) Mulyan. & Ridsdale mô tả khoa học đầu tiên năm 2002.